# Urraomierpitta
De urraomierpitta (Grallaria urraoensis), ook bekend als Fenwicks mierpitta, is een ernstig bedreigde vogelsoort die wordt aangetroffen in de ondergroei van nevelwoud in het Andesgebergte in Colombia. In de eerste gepubliceerde beschrijving werd de vogelsoort Grallaria fenwickorum genoemd. Kort daarna verscheen een tweede publicatie waarin de naam Grallaria urraoensis werd gebruikt. De auteurs van deze laatste naam erkenden dat deze naam mogelijk een junior synoniem zou zijn. Andere onderzoekers plaatsten vraagtekens bij de wetenschappelijke geldigheid van de eerste beschrijving. Diverse gezaghebbende bronnen, waaronder de IOC World Bird List, bezigen de wetenschappelijke naam G. urraoensis

## Kenmerken
De vogel is 16 tot 17 cm lang.en lijkt sterk op de caldasmierpitta (G. milleri). Van boven is de vogel kaneelbruin.Van onder is de vogel vuilgrijs waarbij de borstveren bruine bovenranden hebben. De anaalstreek en onderstaartdekveren zijn lichtgrijs, de poten en de snavel zijn blauwgrijs en de snavel is licht hoornkleurig aan de punt. Het oog is donkerbruin.

## Voorkomen
De soort komt voor in Colombia. Het leefgebied bestaat uit de ondergroei van door eikensoorten gedomineerd nevelwoud op hoogten tussen de 2500 en 3000 meter boven zeeniveau op de oostelijke hellingen van de Andes.

## Status
De urraomierpitta heeft een beperkt verspreidingsgebied en daardoor is de kans op uitsterven aanwezig. De grootte van de populatie werd in 2018 door BirdLife International geschat op 50 tot 250 volwassen individuen en de populatie-aantallen nemen af door habitatverlies. Het leefgebied wordt aangetast door ontbossing waarbij natuurlijk bos wordt omgezet in gebied voor agrarisch gebruik en mijnbouw. Om deze redenen staat deze soort als ernstig bedreigd op de Rode Lijst van de IUCN.